# Književnost u 1822.
◄◄ | ◄ | 1819. | 1820. | 1821. | 1822.  | 1823. | 1824. | 1825. | ► | ►►
Arhitektura • Astronomija • Biologija • Glazba • Kazalište • Kemija • Kiparstvo • Knjige • Književnost • Kršćanstvo • Meteorologija • Medicina • Politika • Pravo • Promet • Slikarstvo • Šport • Znanost
Književnost u 1822.

## Svijet

### Književna djela
- Kavkaski zarobljenik Aleksandra Sergejeviča Puškina

## Vanjske poveznice
|  | Zajednički poslužitelj ima još gradiva o temi Književnost u 1822. |